# Mitsuaria
Mitsuaria es un género de bacterias gramnegativas de la familia Comamonadaceae. Fue descrito en el año 2005. Su etimología hace referencia a la ciudad Matsue, en Japón. Son bacterias aerobia y móviles por flagelo polar. Catalasa y oxidasa positivas. Se encuentran en aguas y en suelos, también formando parte de la rizosfera de plantas. 